# Истьинское отделение
Истьинское отделение — упразднённое село в Жуковском районе Калужской области. Входило в состав сельского поселения «Село Истье». В 2012 году включено в состав села Истье и исключено из учётных данных.

## География
Располагалось на левом берегу реки Истра ниже в падения в неё безымянного ручья, приблизительно в 10 км (по прямой) к северо-востоку от района центра города Жуков.

## История
Основано как одно из отделений свиноводческого совхоза «Тарутинский». В 2012 году законом заксобрания Калужской области от 20 декабря 2012 г. № 719, преобразовано административно-территориальная единица «Село Истье» путем включения в неё административно-территориальной единицы «Село Истьинское отделение» с сохранением прежнего наименования. Административно-территориальная единица «Село Истьинское отделение» упразднено.

## Население
| 2002 | 2010 |
| ---- | ---- |
| 494  | ↗564 |

### Половой состав
По данным Всероссийской переписи населения 2010 года в гендерной структуре населения мужчины составляли 48,6 %, женщины — соответственно 51,4 %.

### Национальный состав
Согласно результатам переписи 2002 года, в национальной структуре населения русские составляли 75 %.